# 空穴

当电子脱离氦原子核後，会留下一个空穴，这会导致氦原子帶正电。

空穴又称空穴、電子孔（Electron hole）、正孔，在固体物理学中指共價鍵上流失一个电子，最後在共價鍵上留下空位的現象。
一個呈電中性的原子，其正電的質子和負電的電子的數量是相等的。現在由於少了一個負電的電子，所以那裡就會呈現出一個正電性的空位——電洞。當有外面一個電子進來掉進了電洞，就會發出電磁波——光子。
電洞不是正電子，電子與正電子相遇湮滅時，所發出來的光子是非常高能的。那是兩粒子的質量所完全轉化出來的電磁波（通常會轉出一對光子）。而電子掉入電洞所發出來的光子，其能量通常只有幾個電子伏特。
半导体由于禁带较窄，电子只需不多的能量就能从价带激发到导带，从而在价带中留下空穴。周围电子可以填补这个空穴，同时在原位置产生一个新的空穴，因此实际上的电子运动看起来就如同是空穴在移动。
在半导体的制备中，要在4价的本征半导体（纯硅、锗等的晶体）的基础上掺杂。若掺入3价元素杂质（如硼、镓、铟、铝等），则可产生大量空穴，获得P型半导体，又称空穴型半导体。空穴是P型半导体中的多數载流子。